# محله هوایی

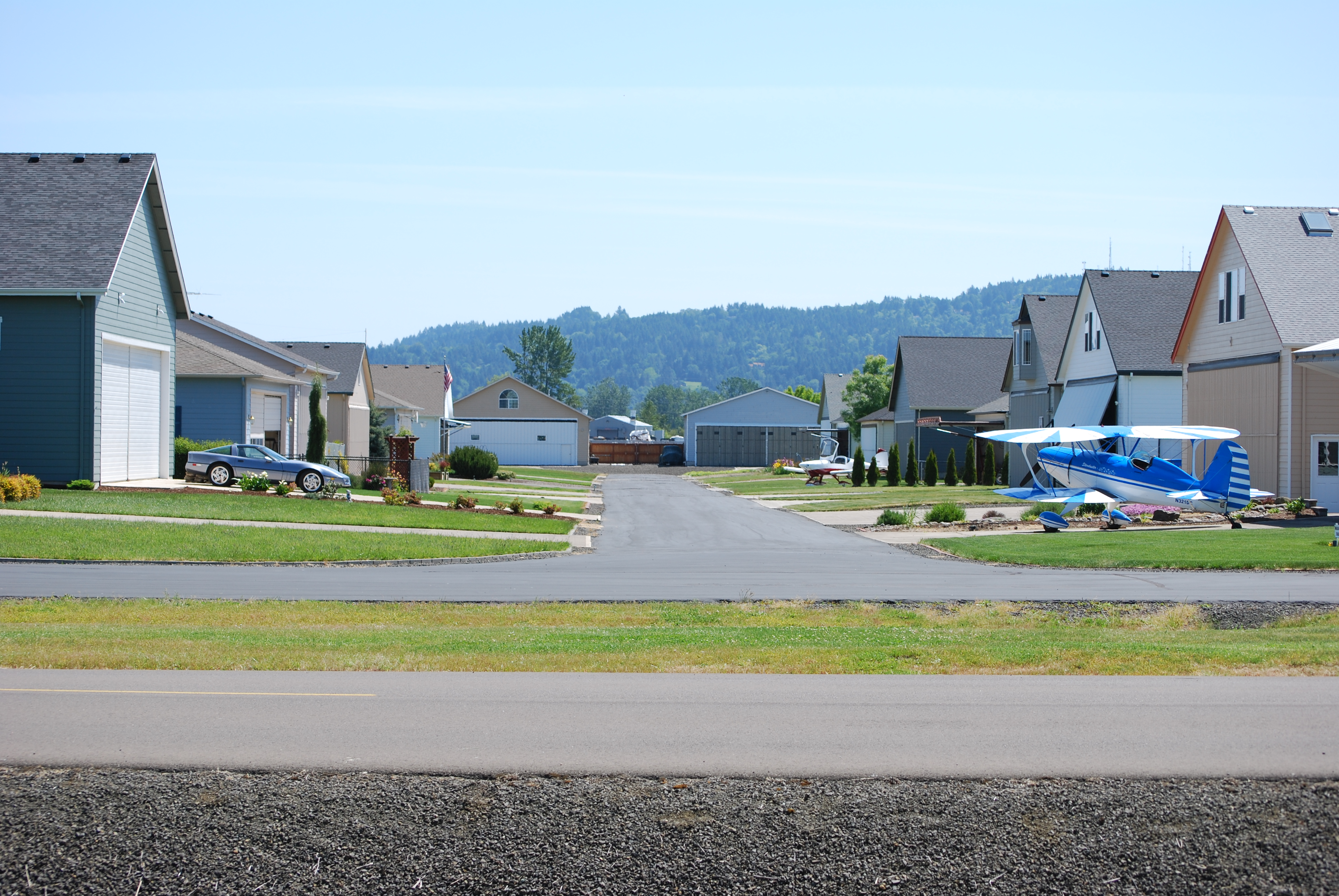
محله هوایی فرودگاه ایندیپندس استیت محله

 هوایی، محله مسکونی است که اطراف یک فرودگاه ساخته می شود. 

## منبع
- Wikipedia contributors, "Airpark," Wikipedia, The Free Encyclopedia, http://en.wikipedia.org/w/index.php?title=Airpark&oldid=482499252 (accessed March 25, 2012).